# Рудна глава (археолошки локалитет)
Рудна глава је археолошко налазиште које се налази у близини истоименог села недалеко од Мајданпека, у залеђу горњег дела Ђердапске клисуре. Локалитет припада Винчанској култури и представља средиште једног од најранијих рударстава бакра у југоисточној Европи. Археолошка истраживања Рудне Главе су вршена између 1969. и 1979. године, а потом су повремено настављана. Данас се налази под заштитом Републике Србије, као археолошко налазиште од изузетног значаја.
Добијени подаци током ископавања сврстани су у категорије које обухватају организације старих рударских радова, примењене технологије и хронолошког опредељења локалитета.

## Локалитет
Локалитет Рудна глава се простире са обе стране Шашке реке, а његови рудници из раног енеолита су откривени у копу модерног рудника. Вађене су руде малахит и азурит, које се топе на 700°C и из којих се добија бакар, а у већем броју рударских окана, њих тридесетак, постојао је значајан број платформи тј. јама у облику левка.

### Историјат истраживања
Рекогносцирање локалитета извршено је 1968. године, а ископавања се могу поделити на три фазе:
1. Прва фаза је трајала од 1969. до 1972. године и била је ограничена на чишћење оштећених окана не северном профилу копа.
2. Друга фаза, у периоду од 1973. до 1974. током које су истраживана окна на ивици северног профила.
3. Трећа фаза, од 1975. до 1985. током које је ископаван ужи појас терена уз западну ивицу зоне са окнима, површине од 548,48 . Током овог истраживања откривена су окна која нису била оштећена. До краја ове фазе истражено је око 40 окана, у којима је пронађен велики број камених батова са урезаним жлијебом и керамика.

## Покретни инвентар
Међу пронађеним археолошким материјалом, треба истаћи четири оставе са каменим батовима (велики чекићи направљени од облутака), оруђем од костију и керамичким судовима. Откривени камени батови представљају једну од највећих група тог типа оруђа пронађених на тлу Европе и Мале Азије, а нађена су и два типа амфора, крушколиког облика и амфоре-крчази. На основу њих је утврђено да рударство Рудне Главе припада Винчанској култури и то крају фазе Винча–Тордош II и почетку фазе Винча–Плочник I.
Откривене су и алатке од јелењег рога, оруђе већих димензија које је вероватно служило за прикупљање и копање размрвљене руде и једноставни клинови мањих димензија, који су користили за проширивање пукотина приликом разбијања блокова руде.
На локалитету није откривено импортовано оруђе, а облуци и керамика Винчанске групе упућују на технологију локалног типа.
Поред остатака праисторијског рударства, на локалитету су пронађени и трагови вађења руде из каснијег периода, вероватно из доба Антике.

### Оставе
На локалитету Рудна главе откривене су 4 керамичке оставе. У првој је пронађена оштећена амфора и масивни лонац са 4 ушице. У другој и трећој су такође откривене амфоре, од којих су две неоштећене. Остава 3 је вероватно била укопана. Поред амфора откривен је и жртвеник са главом јелена. У четвртој остави налазио се масивни лонац са четири дршке и 3 камена бата.

### Окна
Откривена окна из раног енеолитског периода су испражњени канали рудних жица, најчешће око 1,5 до 2 m у пречнику. Због њихове величине и учесталости, ово рудно поље се сматра развијеним центром најранијег рударства бакра на централном Балкану, са значајном продукцијом карбонатних минерала бакра, малахита и азурита.
Откривање места где се руда налази, вршена су према траговима које је на површини земљишта изазвао процес оксидације гвоздене руде. Халкопирит се разлагао на оксидне минерале бакра. Постојало је присуство и самородног бакра. Зоне оксидације стварале су се на површини земљишта тамо где је избијала рудна жила. Боја земљишта се упадљиво разликовала од околине.
Димензијама ових жила и њиховој учесталости прилагођавала се изградња платформе која је представљала неку врсту складишта или радионице, одакле је почела експлоатација природног канала рудне жиле. Руда је ређе откривана у хоризонталним раседима, гранајући се у вертикална окна. По релативном хронолошком односу између окна, претпоставља се да је експлоатација овог рудокопа током енеолита била дуготрајна.